# Godardia johnsoni
Godardia johnsoni är en fjärilsart som beskrevs av Francis Gard Howarth 1969. Godardia johnsoni ingår i släktet Godardia och familjen praktfjärilar. Inga underarter finns listade i Catalogue of Life.